# Jazmín De Grazia
Jazmín De Grazia (Temperley, 4 de julio de 1984-Buenos Aires, 5 de febrero de 2012) fue una modelo y periodista argentina. Inicialmente se hizo reconocida por ser una de las tres finalistas del concurso televisivo de selección de modelos Super M 20-02, y más adelante se desempeñó como conductora y panelista en diferentes ciclos televisivos. El complejo deportivo de Los Andes, club del cual ella era hincha, lleva su nombre.

## Carrera profesional

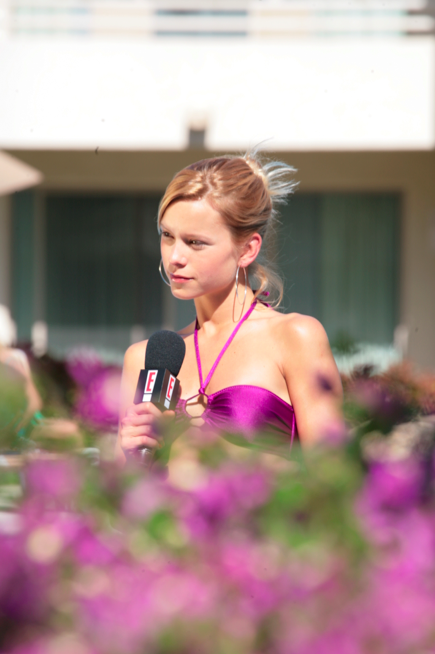
Jazmín como periodista televisiva en el año 2012, poco antes de su muerte.

Su carrera como modelo comenzó cuando se inscribió en el curso de modelos en la agencia de Ricardo Piñeiro, durante el cual se enteró del concurso Super M 20-02, que pasó a ser parte de un Reality show producido por Cuatro Cabezas para Canal 13. Se anotó y luego de convivir con 15 mujeres más, quedó entre las tres finalistas. Luego de finalizado el concurso/programa, Jazmín comenzó a trabajar como modelo, participando de múltiples desfiles de moda, campañas gráficas y comerciales televisivos tanto nacionales como internacionales.
En noviembre de 2005 Jazmín comenzó a incursionar en televisión como conductora del ciclo emitido por Canal 13 Princesas junto a la modelo Paula Chaves, además de ciclos en E! Entertainment, FTV, MTV, Motorockers Bands Fox y 100% Polo en Fox Sports.[cita requerida] Además, durante el año 2009 condujo la columna de rock de Radio Uno en Los number one.
Durante este tiempo realizó sus estudios terciarios en TEA, donde se recibió como periodista en el 2009. A partir de enero de 2010 comenzó a escribir entrevistas de fondo para la revista Las Rosas. En 2010 también trabajó como panelista del programa televisivo Duro de domar durante dos meses.

## Fallecimiento
El 5 de febrero de 2012 a los 27 años fue encontrada sin vida en la bañera de su departamento en el barrio porteño de Recoleta por su novio.
Su pareja había acudido en su ayuda luego de que la modelo llamara para decirle que se sentía mal.  Los motivos de la muerte no fueron dados a conocer en el momento. La autopsia reveló que la causa de la muerte de la modelo se debió a una "asfixia por inmersión“, provocada por un desvanecimiento a causa de una sobredosis de cocaína.
Su padre declaró en 2022 que la causa de la muerte habría sido en realidad un infarto agudo de miocardio, contradiciendo así el informe de la autopsia.